# كلايد أوتيس
كلايد أوتيس (بالإنجليزية: Clyde Otis)‏ هو فنان أمريكي، ولد في 11 سبتمبر 1924 في برنتيس في الولايات المتحدة، وتوفي في 8 يناير 2008 في إنغلوود في الولايات المتحدة.

## وصلات خارجية
- كلايد أوتيس على موقع IMDb (الإنجليزية)
- كلايد أوتيس على موقع ميوزك برينز (الإنجليزية)
- كلايد أوتيس على موقع ديسكوغز (الإنجليزية)